# وانغ دو (واثبة حواجز)
وانغ دو هي واثبة حواجز ‏ صينية، ولدت في 18 مايو 1993.

## وصلات خارجية
- وانغ دو على موقع الاتحاد الدولي لألعاب القوى (الإنجليزية)